# Beykoz
Beykoz là một huyện thuộc tỉnh İstanbul, Thổ Nhĩ Kỳ. Huyện có diện tích 239 km² và dân số thời điểm năm 2007 là 241833 người, mật độ 1012 người/km².